# Clemens Grote
Clemens Grote (* in Lübeck; † an einem 8. September, 1542 oder vorher ebenda) war ein deutscher Domherr.

## Leben
Clemens Grote studierte ab Ostern 1499 an der Universität Rostock. Er wurde im Wintersemester 1500/1501 zum Bakkalar graduiert und im Wintersemester 1502/1503 zum Magister promoviert. Ab 1507 ist er urkundlich als in Rom tätiger Magister und Lübecker Kleriker überliefert. In dieser Zeit war er Familiar eines Kardinalpriesters von San Pietro in Vincoli aus der italienischen Adelsfamilie della Rovere, also einem Neffen von Papst Julius II. und erbat dort 1511 ein Kanonikat am Lübecker Dom. Er war in der Folgezeit im Rom am Handel mit Pfründen aktiv beteiligt. 1518 und 1520 war er für den Lübecker Bischof Johannes VIII. Grimholt als Procurator in Rom tätig; er vertrat in Rom auch die Interessen des Ratzeburger Domkapitels gegen die Herzöge von Mecklenburg. Ausweislich des hinterlassenen Notizbuchs des Lübeckers Thomas Giese, der in Rom ebenfalls im Handel mit Pfründen aktiv war, kamen Grote und Giese ab 1520 in Rom in engeren geschäftlichen Kontakt. Beide halfen sich gegenseitig auch in finanzieller Hinsicht. Grote kehrte vermutlich im Herbst 1520 nach Norddeutschland zurück und der Kontakt zwischen beiden unterbrach bis 1525, als Giese Grote Unterlagen für einen Rechtsstreit übersandte.
Grote war seit 1515 Stiftskanonikus des Kollegiatstifts in Eutin, der Residenz der Lübecker Bischöfe, und seit 1519 Domherr in Ratzeburg. 1523 wurde Grote Domherr am Hamburger Dom und 1524 Domdechant des Hamburger Kapitels. Als solcher war er in engen Gesprächskontakten mit dem Dekan des Lübecker Kapitels Johannes Brandes wegen der einsetzenden vorreformatorischen Glaubenskontroversen. Er führte als unbedingter Verfechter der alten Lehre für das Hamburger Kapitel drei Prozesse vor dem Reichskammergericht in Speyer. Nach Einführung der Reformation in Hamburg zog er sich mit Kleinodien des Doms und den Urkunden als Lübecker Domherr und Propst des Eutiner Kollegiatstifts nach Lübeck zurück, wo er noch bis 1540 in Urkunden zu belegen ist. 1542 wird er als verstorben erwähnt. Clemens Grote wurde im Lübecker Dom bestattet, wo seine Wappengrabplatte beschrieben, aber derzeit nicht nachweisbar ist.